# محمد هادی جمالی
محمد هادی جمالی (مشهور به هادی جمالی، همچنین بیژن جمالی)، (متولد ۱۹  اردیبهشت ۱۳۲۹، در شیراز - درگذشت ۱۵ خرداد ۱۴۰۳ ،در تهران) نقاش و استاد دانشگاه ایرانی بود.

جمالی، دوره نخست دبیرستان را در دبیرستان نمازیِ شیراز طی کرد و سپس در سال ۱۳۴۷ وارد هـنرستان هنرهای‌ زیبای پسران تهران شد. او دیپلم خود را از این هنرستان، در سال ۱۳۵۰ دریافت کرد، و سپس در رشته معماری داخلی از دانشکده هنرهای تزئینی، در سال ۱۳۵۴ در مقطع کارشناسی، فارغ‌التحصیل شد. پس از آن، با تحصیل در رشته طراحی صنعتی، مدرک کارشناسی ارشد خود را از دانشکده هنر و معماری‌ دانـشگاه‌‌ آزاد اسلامی دریافت کرد.
جمالی، عضو هیأت‌ علمی دانشکده هنر و معماری‌ دانـشگاه‌‌ آزاد اسلامی و رئیس گروه طـراحی صـنعتی دانشکده هنر و معماری دانشگاه آزاد اسلامی (از ۱۳۷۸ تا ۱۳۸۳)، عضو پیوسته انجمن هنرمندان نقاش ایران، عضو سازمان نظام‌ مهندسی استان تهران، عضو جامعه معماران‌ داخلی ایران‌، عضو شورای مدیریت کمیته آموزش انجمن هنرمندان‌ نـقاشی ایران، و عضو شورای علمی دوسالانه نقاشی جهان اسلام بود.
او دارای مدرک درجه‌یک‌هنری و از سال ۱۳۹۲ عضو مؤسسه هنرمندان پیشکسوت بود.
او همسر منیژه صحی، نقاش ایرانی بود.

## سبک و فعالیت هنری
جمالی بیشتر به دلیل نقاشی‌های اکسپرسیونیستی و آبستره‌ای که از دهه ۱۳۷۰ خلق کرده بود، شناخته می‌شود. او معتقد بود که سبک آبستره اکسپرسیونیسم تأثیر بیشتری دارد و با سرعت بیشتری کار می‌شود و به نوعی خشونت بیشتری را در بر می‌گیرد.
او درباره آثارش چنین گفته است:
آثـار مـن حاصل فرایندی پیچیده از ذهن اسـت کـه‌ نوستالژی دوران کـودکی و نـوجوانی،عـلاقه به هنر و معماری سنتی ایران،تـأثیر هـنر مدرن و علاقه و اندیشه‌هایم،آن را ایجاد کرده‌اند.تضاد در‌ آثارم از اهمیت‌ خاصی برخوردار است.تـضاد گـذشته با حال،گذشته‌ای‌ سرشار از پاکی،سـادگی و صفا با خانه‌هایی آجـری و حـوض پرآب و تزئیناتی دلنشین و کوچه‌هایی صمیمی‌ و رجـ‌های آجـری بی‌پایان؛با حالی سرشار‌ از‌ تکنولوژی، شلوغی،فشارهای عصبی و دغدغه‌های فردایی که ناچار بـه زنـدگی در آن هستیم.این آثار از طرفی هـمان زیـبایی‌ آجـرچینی‌های قدیمی و جذابیت صـندوق‌های قـدیمی را، که با مخملی سـرخ پوشـیده‌ و روی‌ آن تزئیناتی با فلز کوبیده شده،به یاد می‌آورند و،از طرفی،زخمی باز شده و دردی پنـهانی،کـه خود را عریان کرده و خراش‌ها و بریدگی‌هایی کـه بـه ترمیم نـیاز دارنـد،تـداعی‌ می‌کنند‌. مانند همان چـینی‌های بند زده— هادی جمالی، حسن موریزی‌نژاد، تندیس ۱۶ شهریور ۱۳۸۹ - شماره ۱۸۲
جمالی آثار خود را در نمایشگاه‌های بسیاری در داخل و خارج از کشور به نمایش گذاشته و در زمینه هنرهای تجسمی فعال بوده است.

### نمایشگاه‌ها
هادی جمالی در نمایشگاه‌های متعددی شرکت کرده بود، از جمله:
گروه +۳۰: در سال ۱۳۷۹ به عضویت این گروه درآمد که هدف آن نمایش آثار هنرمندان با گرایش‌ها و سبک‌های مختلف بود. نمایشگاه‌های این گروه در کشورهای ژاپن، ایتالیا، فرانسه و ارمنستان برگزار شد. آثار او در نمایشگاه‌هایی در ژاپن، ایتالیا، فرانسه و ارمنستان به نمایش درآمده بود.
او در سومین دوسالانه بـین‌المللی‌ نـقاشی مـعاصر جهان اسلام(۱۳۸۳)موفق به کسب جایزه‌ و لوح افتخار شد.

### تالیفات
جمالی کتابی با عنوان «اسکیس و راندو با ماژیک و روان‌نویس» منتشر کرده است که حاصل ۲۶ سال تجربه تدریس اوست.

## درگذشت
جمالی در سن ۷۴ سالگی در ۱۵ خرداد ۱۴۰۳ پس از یک دوره بیماری درگذشت. سیدعباس عظیمی، مدیرعامل موسسه هنرمندان پیشکسوت، تسلیت خود را به خانواده و جامعه هنری اعلام کرد.